# Long Creek (Carolina del Norte)
Long Creek es un lugar designado por el censo ubicado en el condado de Pender en el estado estadounidense de Carolina del Norte. En el Censo de 2020 tenía una población de 277 habitantes y una densidad poblacional de 53,07 habitantes por km². Fue incluido como CDP en el censo de 2020.

## Geografía
Long Creek se encuentra ubicado en las coordenadas 34°26′18″N 78°00′58″O / 34.43833, -78.01611. Según la Oficina del Censo de los Estados Unidos,  tiene una superficie total de 5,22 km², de la 5,21 km² corresponden a tierra firme y 0,01 km² a agua.